# Gertrude Müller
Gertrude Müller (* 15. März 1916 in Wien; † 11. Januar 1944 ebenda) war eine österreichische Kontoristin und Widerstandskämpferin.

## Leben
Gertrude Müller arbeitete als Kontoristin und wurde 1925 Mitglied des Arbeiterturnvereins. 1930 trat sie der sozialistischen Arbeiterjugend bei und war ab 1938 Ausbildungsleiterin und Luftschutzlehrerin beim Reichsluftschutzbund. Laut Gerichtsurteil wurde sie Mitte 1939 von Friedrich Mastny für den Kommunistischen Jugendverband Österreichs (KJVÖ) angeworben.
Gemeinsam mit Mastny plante sie Brand- und Sabotageanschläge. Im Frühjahr 1941 wurde Müller Nachfolgerin von Elfriede Hartmann in der Gebietsleitung I der Wiener Bezirke 9, 16, 20 und 21 und schloss sich der Gruppe Soldatenrat an, die illegale Zeitungen und Flugblätter herstellte und verbreitete. 
Am 14. Mai 1942 wurde Gertrude Müller von der Gestapo verhaftet und am 13. Oktober 1943 zusammen mit Emil Homolka, Friedrich Lachnit und Wilhelm Fuhry vom Volksgerichtshof wegen „Vorbereitung zum Hochverrat“ zum Tode verurteilt und am 11. Januar 1944 im Landesgericht in Wien hingerichtet.

## Gedenken
Gertrude Müller wurde im Ehrenhain der Gruppe 40 in einer gemeinsamen Grabstätte mit Franz Neuhardt im Wiener Zentralfriedhof bestattet.